# Stuart Sutcliffe
Stuart Fergusson Victor Sutcliffe, da tutti conosciuto semplicemente come Stu (Edimburgo, 23 giugno 1940 – Amburgo, 10 aprile 1962), è stato un bassista e pittore britannico.
Compagno di accademia di John Lennon, Sutcliffe fu pittore di talento. È ricordato soprattutto per essere stato il bassista dei Beatles dal 1960 al 1961, prima del loro successo. Viene talvolta definito "il quinto Beatle".

## Biografia

### Infanzia
Stuart Sutcliffe nacque al Simpson Memorial Maternity Pavilion di Edimburgo da Charles e Martha Cronin, insegnante (chiamata da tutti Millie), entrambi scozzesi. Il padre – reduce da un primo matrimonio da cui erano nati quattro figli – era un impiegato statale di alto livello. Nel 1943 si era trasferito con la famiglia a Huyton, nella zona periferica di Liverpool, per lavorare presso i cantieri navali Cammell Laird di Birkenhead, e alla fine della guerra si imbarcò nella Marina mercantile restando per molti mesi lontano dalla famiglia, cosicché Millie, maestra d'asilo, dovette farsi carico dei tre figli Stuart, Joyce e Pauline, entrambe più piccole di Stuart. Il piccolo Stuart imparò presto a confortare la madre, soprattutto nei rari momenti che il padre Charles trascorreva in famiglia e nei quali si abbandonava ad atti di crudeltà nei confronti della moglie.

### Adolescenza

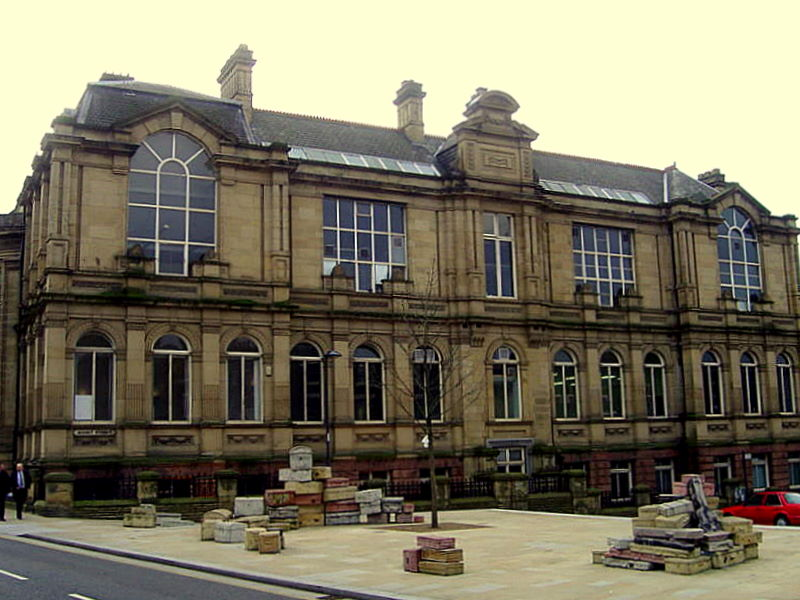
Il Liverpool College of Art

A Huyton, Sutcliffe frequentò le elementari alla Park View Primay School, per poi proseguire il percorso scolastico alla Prescot Grammar School dalla quale uscì nel 1956, anno in cui gli venne offerto un posto presso il Liverpool College of Art, mentre lavorava allo stesso come netturbino. All'accademia dimostrò sin dall'inizio una notevole poliedricità riuscendo brillantemente non solo nei lavori di routine ma anche nell'imitazione di stili differenti, da Michelangelo a Matisse: secondo l'insegnante Arthur Ballard «Stu era rivoluzionario. [...] Tutto quello che faceva crepitava di eccitazione». Sutcliffe divenne in breve tempo una figura mitica per gli studenti della scuola. Eclettico e di ampia cultura, affascinato dall'attore Zbigniew Cybulski (definito “il James Dean Polacco”), volle imitarlo indossando spesso un paio di occhiali neri, acquisendo così una fascinosa aria bohémien destinata a divenire determinante per sue future scelte di vita.
Non soltanto Sutcliffe dimostrò un apprezzabile talento artistico al College, ma ebbe modo di manifestare e arricchire la propria erudizione al Ye Cracke, il pub vicino all'Istituto d'arte dove proseguiva l'impegno culturale assieme al suo insegnante Arthur Ballard e a un gruppo selezionato di compagni di scuola. Lì nacquero i Dissenters con il proposito di dare a Liverpool un profilo underground, sull'esempio della Beat Generation degli Stati Uniti d'America; ne facevano parte, oltre a Stuart, il futuro giornalista e scrittore Bill Harry, il pittore Rod Murray e John Lennon. Quest'ultimo, attratto dapprima dall'originalità esteriore di Stuart, col tempo strinse con lui una profonda amicizia che lo portò a conoscere vari aspetti dell'arte come le innovazioni anticonvenzionali di Van Gogh e degli impressionisti francesi. Lo stesso Lennon lo considerava uno dei pittori più talentuosi di tutta la scuola.
Dal monolocale in Percy Street, nel 1959 Sutcliffe si trasferì assieme a Murray in un appartamento di Gambier Terrace, dove fu raggiunto stabilmente anche da Lennon; il luogo divenne così un centro di dibattiti culturali nonché punto di ritrovo per le prove di The Quarrymen, il gruppo di musica skiffle di Lennon (Paul McCartney successivamente ammetterà di essere stato geloso del rapporto tra Sutcliffe e Lennon). Ma Sutcliffe non rinunciò ai propri spazi riservando una stanza della casa a un proprio atelier e proseguendo l'attività pittorica; nel novembre di quell'anno presentò un suo dipinto alla mostra biennale che ebbe luogo alla Walker Art Gallery di Liverpool. La tela venne apprezzata e fu acquistata per la cifra allora ragguardevole di sessantacinque sterline dalla John Moores Foundation, sponsor della manifestazione.

### Con i Beatles

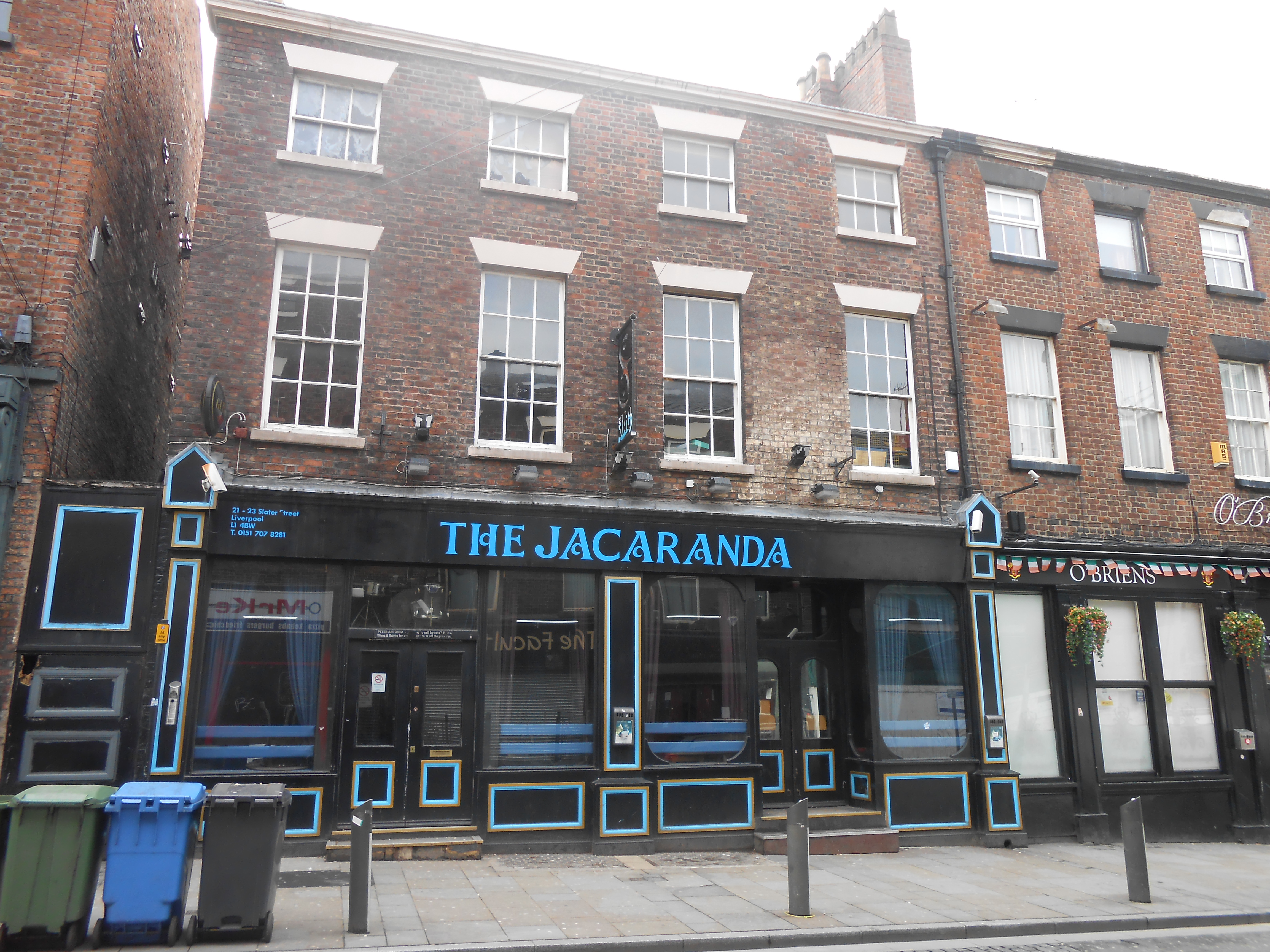
The Jacaranda, Liverpool

Sutcliffe aveva cominciato a frequentare la scena musicale della città. Allan Williams, gestore del club Jacaranda, lo conobbe poiché si intratteneva spesso nel suo locale con Lennon e gli commissionò un quadro per il club dei murales che Stuart eseguì assieme a Murray. Lennon e Paul McCartney lo convinsero a impiegare i soldi ottenuti con la vendita del quadro nell'acquisto di un basso elettrico Höfner President che gli avrebbe consentito l'ingresso nel loro gruppo musicale; il nome “Beatles” sembra si debba proprio a Sutcliffe. Questi però, non avendo per la musica la stessa predisposizione dimostrata per la pittura, manifestò grandi difficoltà nel maneggiare il basso, il che indusse gli altri Beatles a suggerirgli di suonare con le spalle al pubblico, in modo da mascherare l'inadeguatezza tecnica.
Nonostante il rapporto amatoriale con lo strumento, Sutcliffe, diffidando da chi lo giudicava un pittore di gran talento, decise di lasciare le arti figurative e partecipò con gli altri quattro Beatles (tra cui Harrison e Pete Best) alla prima trasferta ad Amburgo nel 1960, nella quale i musicisti vennero a contatto con tre studenti tedeschi seguaci dell'esistenzialismo. Fra di essi giocò per loro un ruolo importante Astrid Kirchherr, che scattò loro una serie di artistiche fotografie in bianco e nero e iniziò una relazione sentimentale con lo stesso Stuart, inducendolo a vestire con giubbotti di pelle e stivaletti a punta, stile presto adottato da tutti gli altri, e studiò per tutti una nuova pettinatura col ciuffo a coprire la fronte.
Come ricorda George Harrison, «Stu non aveva mai scelto di dedicarsi alla musica [...]; si presentava bene ma non era mai stato del tutto convinto di diventare un musicista». La mancanza di talento musicale portò al progressivo deterioramento dei rapporti artistici e umani con Lennon e gli altri membri della formazione, coi quali ebbe per questo attriti e battibecchi; anche grazie al coinvolgimento affettivo con la Kirchherr, Sutcliffe decise infine di abbandonare il gruppo nel giugno del 1961. Nonostante la brevità della carriera musicale e gli aspetti problematici di cui sopra, viene ricordato come il “quinto Beatle” per sottolineare la sua importanza nella storia della formazione di Liverpool e i suoi ex compagni di gruppo vollero includere la sua foto sulla celebre copertina dell'album Sgt. Pepper's Lonely Hearts Club Band del 1967.

### Morte

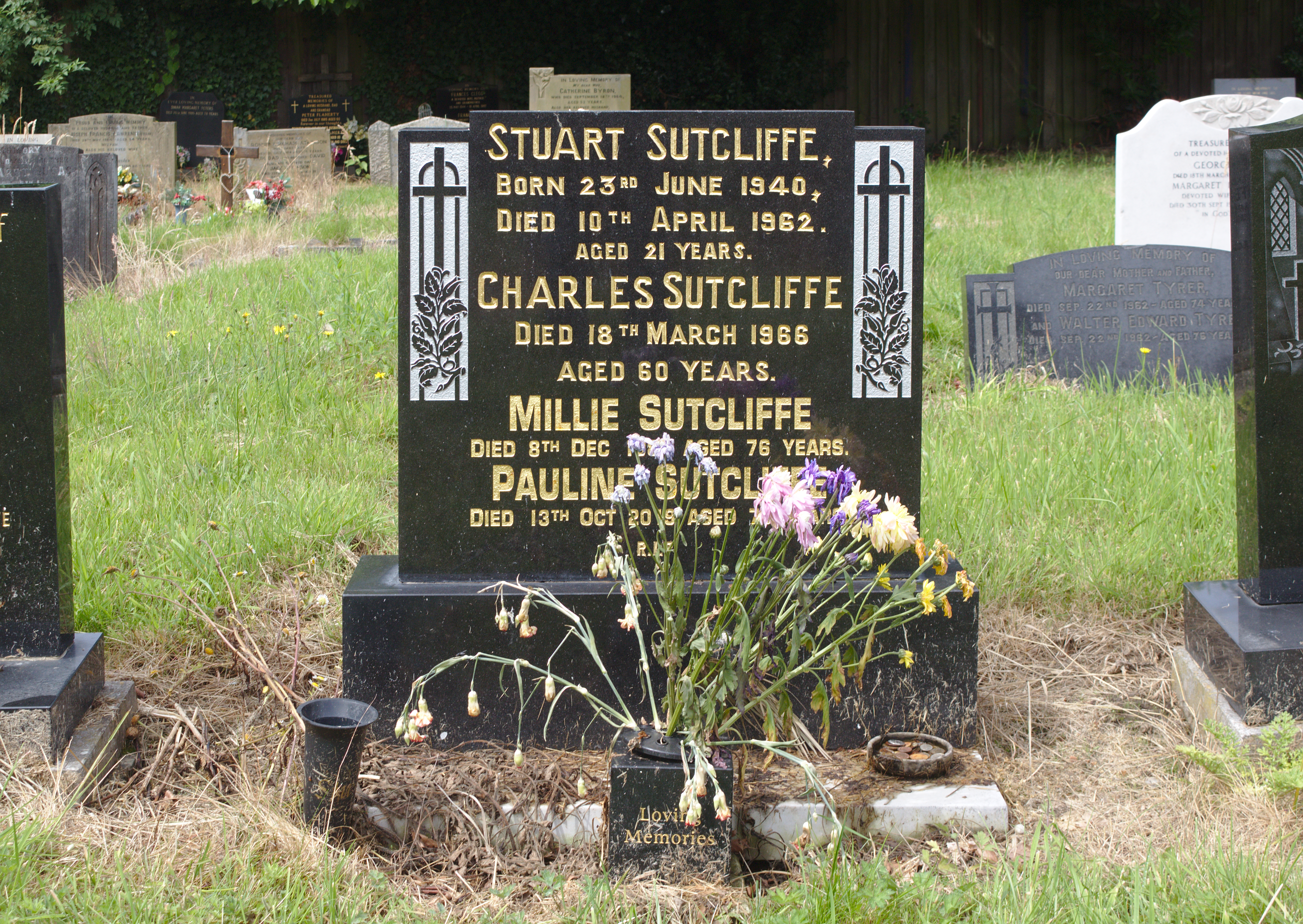
La lapide di Sutcliffe al cimitero di Huyton

Quando il gruppo nel 1961 tornò nel Regno Unito, Sutcliffe rimase nella città tedesca per continuare gli studi artistici sotto la direzione di Eduardo Paolozzi e per amore di Astrid. L'anno successivo iniziò a soffrire di fortissimi mal di testa, a volte accompagnati da svenimenti e scotomi; venne visitato da più medici, sia in Germania che in Inghilterra, che però non riscontrarono nulla di anomalo. Le condizioni si aggravarono sensibilmente, e il 10 aprile 1962 il giovane artista morì all'età di 21 anni, nell'ambulanza che lo stava portando all'ospedale. Ufficialmente la causa della morte fu una «paralisi cerebrale dovuta a emorragia nel ventricolo destro del cervello».
Un anno e mezzo dopo, in un successivo esame autoptico, gli anatomopatologi di Amburgo rilevarono che all'epoca del decesso nel cervello di Sutcliffe si stava sviluppando un tumore originato probabilmente da una frattura del cranio, forse prodottasi tre anni prima a causa di un pestaggio da parte di una banda di Teddy Boy. Tre giorni dopo la morte di Stu, i Beatles si recarono nuovamente ad Amburgo; Astrid Kirchherr andò a prenderli all’aeroporto e comunicò loro la notizia della morte di Stu. I ragazzi non sapevano nulla, ma erano tornati perché ingaggiati dal nuovo locale Star-Club, per suonare per sei settimane di fila; da quel momento in poi, Paul McCartney prese il posto di Stuart al basso.

## Carriera artistica

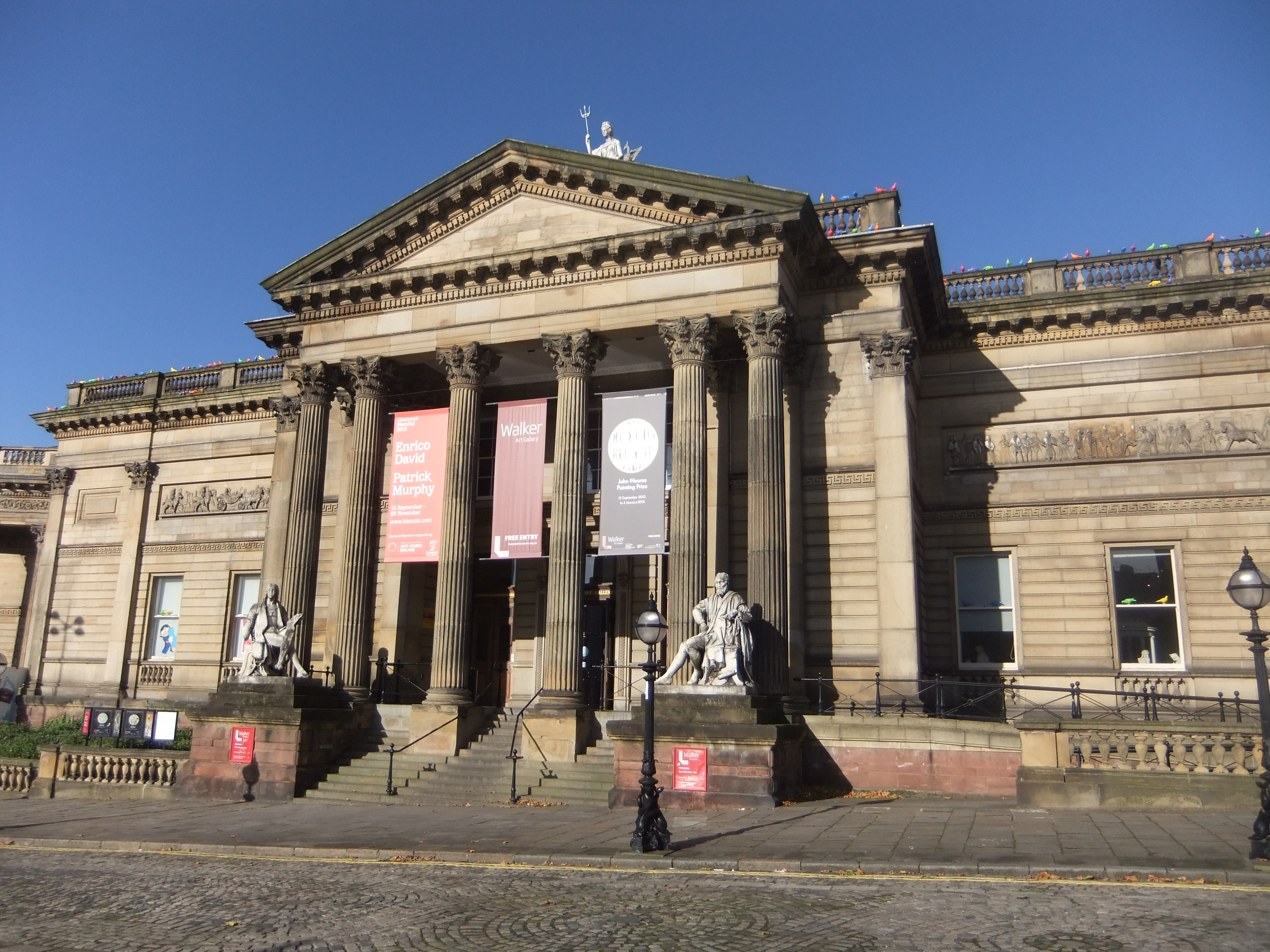
La Walker Art Gallery di Liverpool

Il percorso pittorico di Sutcliffe prese l'avvio dallo stile delle opere di Van Gogh e di Cézanne, per passare poi all'astrattismo sperimentale seguendo i moduli figurativi degli artisti statunitensi contemporanei. Conclusa la breve parentesi musicale, dopo aver abbandonato i Beatles, si iscrisse a una scuola d'arte di Amburgo, la Hochschule für Bildende Künste, lavorando per qualche tempo nel Dipartimento di Scultura diretto da Gustav Seitz per poi passare sotto la guida di Eduardo Paolozzi. Durante questo corso, nonostante qualche assenza, Stuart venne considerato uno tra i migliori allievi.
Dopo la morte del figlio, Millie Sutcliffe organizzò due retrospettive delle sue opere, ma l'interesse fu molto limitato. Pauline, la sorella più piccola, a fine anni Ottanta curò un volume delle opere del fratello e il Sunday Times citò l'artista come autore di opere apprezzate nel mondo del collezionismo. Sotheby's vendette alcune tele di Sutcliffe a prezzi rilevanti. La Walker Art Gallery di Liverpool possiede ancora oggi alcune opere di Sutcliffe, fra le quali un autoritratto a carboncino e Hamburg Painting no. 2.

## Influenza culturale e omaggi
La vita di Stuart Sutcliffe è stata raccontata in diversi film. Di seguito elencate le opere più importanti e i nomi degli attori che hanno prestato il volto all'artista.
- 1979 - La nascita dei Beatles - Ruolo interpretato da David Wilkinson
- 1993 -  Backbeat - Tutti hanno bisogno di amore - Ruolo interpretato da Stephen Dorff
- 2000 - La vera storia di John Lennon (film tv) - Ruolo recitato da Lee Williams

Inoltre, nel 1995 uscì l'Anthology 1 dei Beatles contenente diverse canzoni del repertorio iniziale (1960), tra cui: Hallelujah, I love her so; You'll Be Mine; Cayenne. Sempre nello stesso Anthology i Beatles ripercorrono, nel primo episodio della serie tv omonima, i momenti con Stu ad Amburgo e il loro rapporto con lui.